# Даугавпилсская правительственная белорусская гимназия

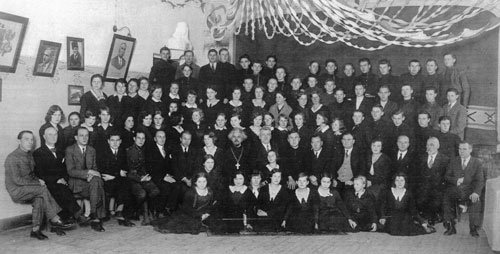
Преподаватели и учащиеся белорусской гимназии, 1930-е годы.

Двинская государственная белорусская гимназия (белор. Дзвінская дзяржаўная беларуская гімназія) — среднее учебное заведение белорусского национального меньшинства в Латвии. Существовала в 1922—1938 годах в Даугавпилсе на Варшавской улице.

## История
Гимназия была открыта 3 декабря 1922 года благодаря усилиям членов Белорусского культурно-просветительского общества «Бацькаўшчына». Директорами гимназии были И. Красковский (1922—1925), С. Сахаров (1925-32), учителя Ю. Пигулевский, П. Мядзолка (Гриб), А. Якубецкий, Я. Хайлевич и другие. Среди предметов изучались белорусский, латышский, русский, латинский и немецкий языки, история, математика, закон Божий и др.
В гимназии действовали литературно-исторический, художественный, фотографический, радиотехнический кружки, хор, оркестр, на гектографе издавался студенческий журнал «Школьное дело» (1926—1930, вышло 14 номеров). Воспитанники собирали фольклор, читали лекции и проводили концерты, ставили спектакли по пьесам Я. Купалы, Ф. Олехновича, К. Каганца, В. Дунина-Марцинкевича, В. Сахаровой. При гимназии существовал 45-й белорусский скаутский отряд. Состоялись мероприятия по случаю 400-летия белорусского книгопечатания и первопечатника Ф. Скорины, 20-летия литературной деятельности Я. Купалы и Я. Коласа, 25-летия со дня смерти Ф. Богушевича. 9—10 апреля 1927 г. В. Ластовский читал в гимназии лекции по истории белорусской литературы. Тесную связь с гимназией поддерживали Райнис, Б. Брежга, К. Езовитов. В гимназии учились деятели белорусской, латышской, русской, польской, чешской и словацкой культур: писатели А. Бартуль, П. Сакол (П. Масальский), В. Козловская, Н. Талерко, Э. Вайвадиш, В. Валтар, переводчик Я. Дуги, художники П. Миранович, М. Калинин, оперная певица Н. Миколаева-Комиссар, режиссер Я. Камаржинский, археолог Л. Красковская и другие.
3 сентября 1932 г. началась постепенная ликвидация гимназии.